# Varanus varius
Varanus varius là một loài thằn lằn trong họ Varanidae. Loài này được White mô tả khoa học đầu tiên năm 1790.
Chúng là loài thằn lằn lớn thứ nhì ở Úc sau kỳ đà khổng lồ. Chúng có thể dài toàn thân tới 2,1 m và chiều dài đầu và thân 76,5 cm. Đuôi dài và mảnh dài 1,5 lần chiều dài đầu và thân. Trọng lượng tối đa 20 kg nhưng phần lớn con trưởng thành nhỏ hơn nhiều.
Loài này sống trên mặt đất và trên cây được tìm thấy ở đông Australia và phân bố từ Cape Bedford trên bán đảo Cape York đến đông nam Nam Úc.

## Hình ảnh

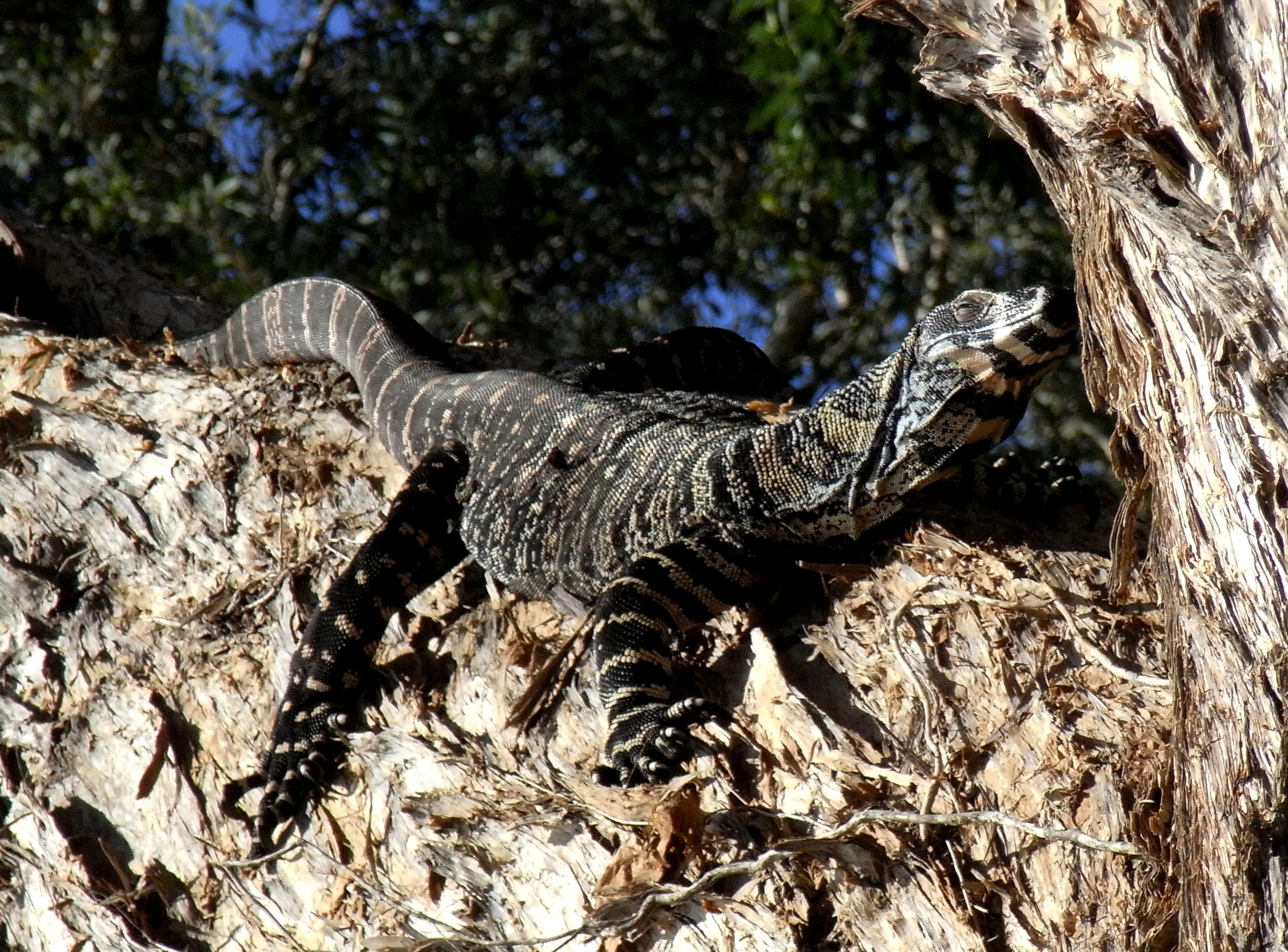
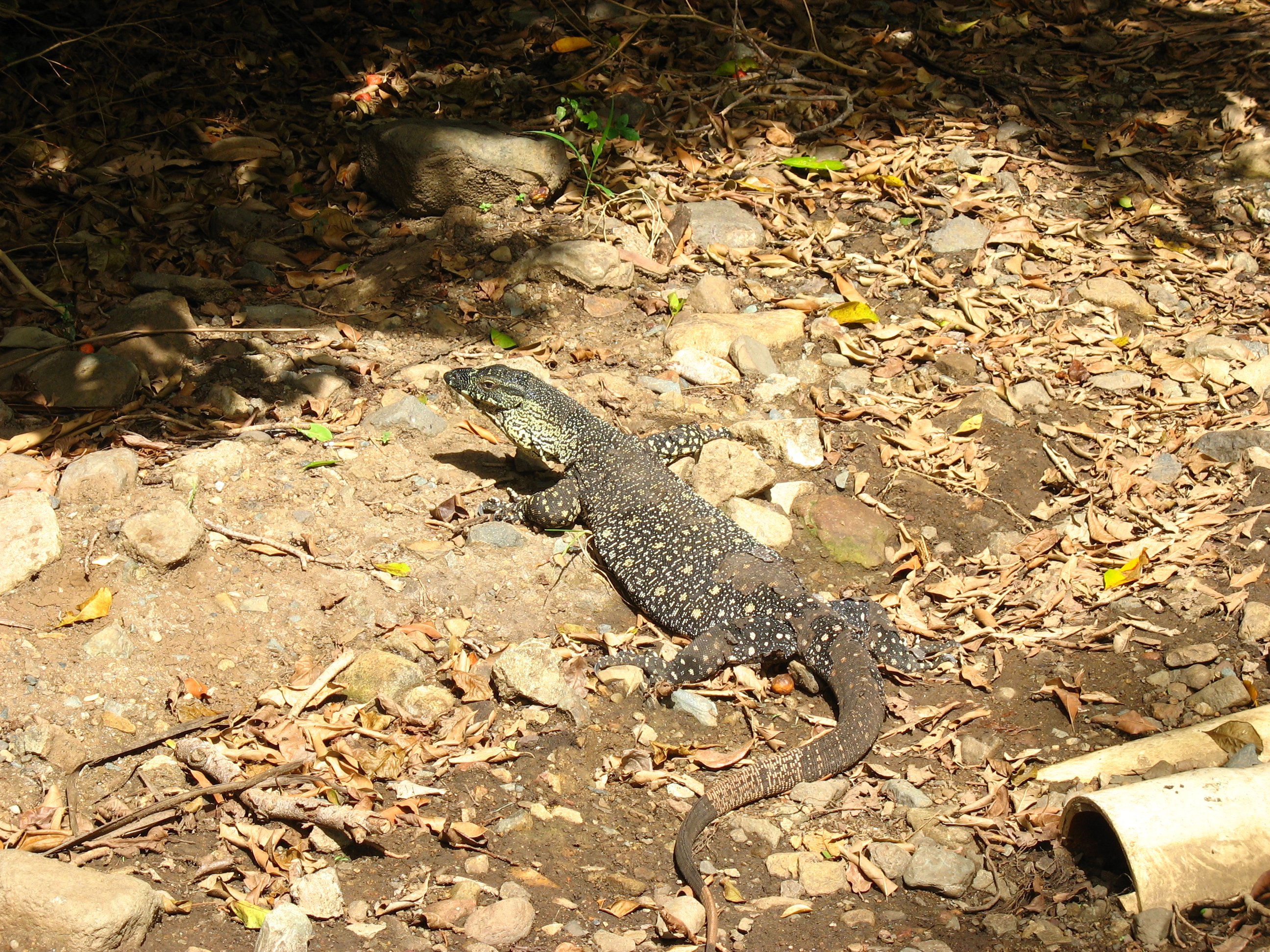
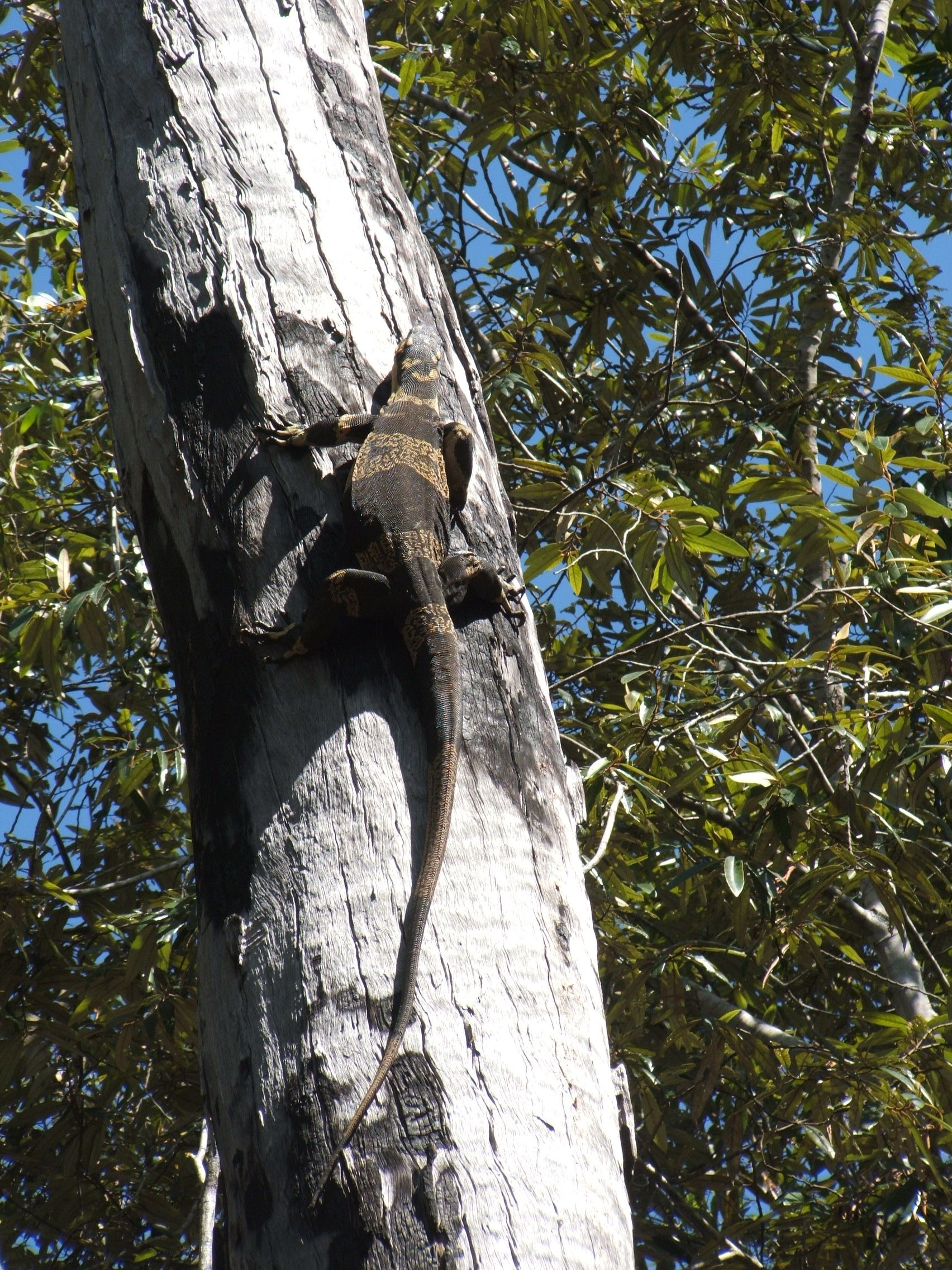
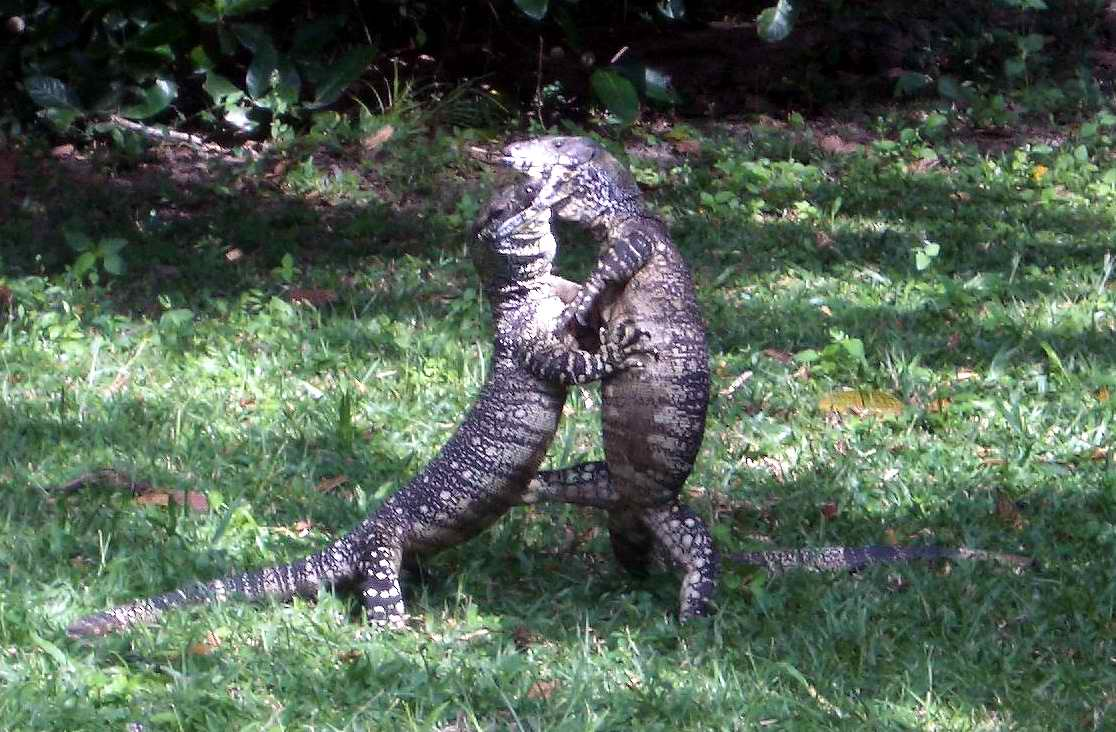
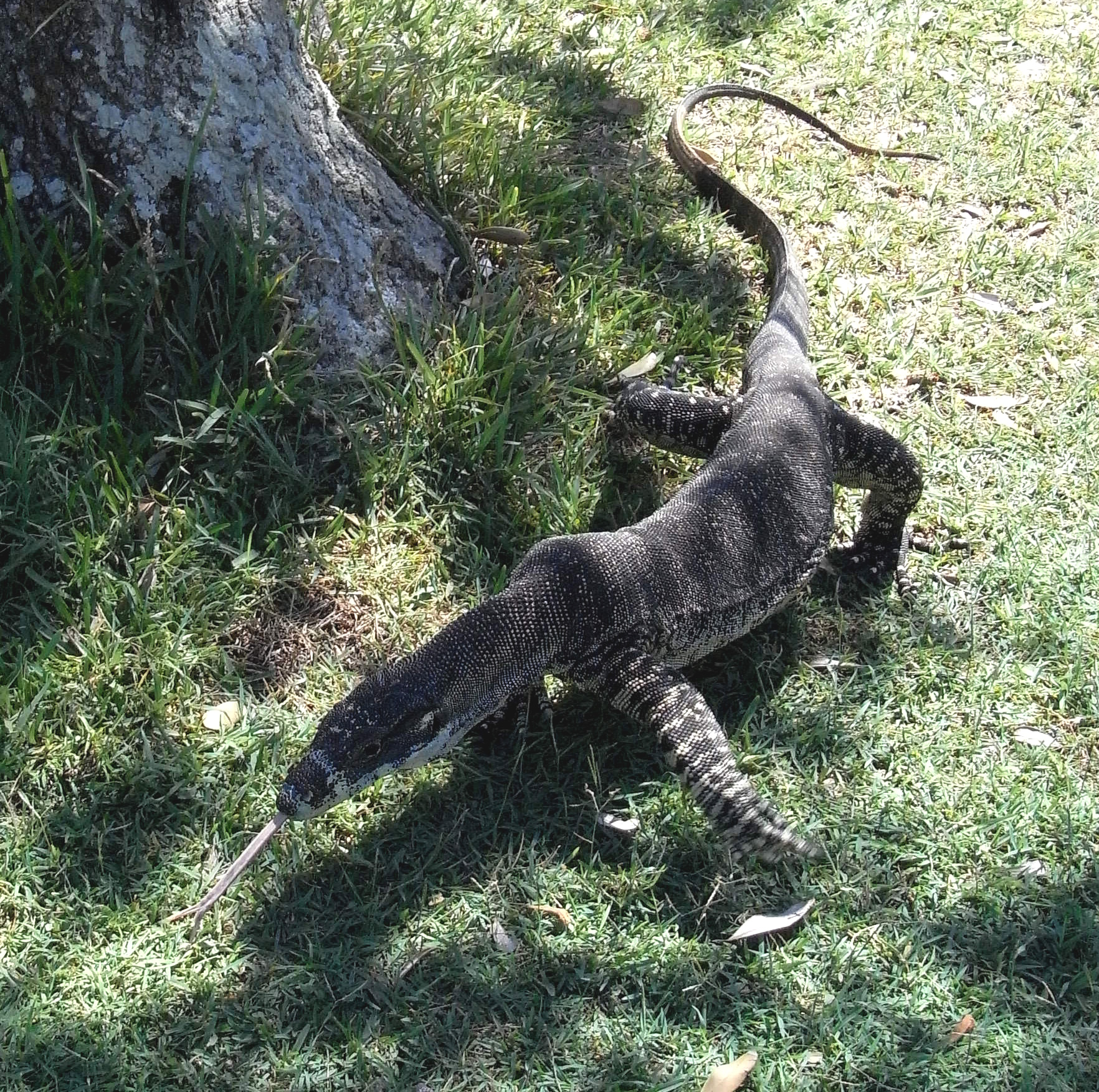